# Бор (Нюксенський район)
Бор (рос. Бор) — присілок у складі Нюксенського району Вологодської області, Росія. Входить до складу Городищенського сільського поселення.

## Населення
Населення — 77 осіб (2010; 107 у 2002).
Національний склад (станом на 2002 рік):
- росіяни — 99 %